# Agrotis coreana
Agrotis coreana là một loài bướm đêm trong họ Noctuidae.